# Musée du Barreau de Paris
Musée du Barreau de Paris (Muzeum pařížské advokacie) je muzeum v Paříži, které spravuje sdružení pařížských advokátů Barreau de Paris. Nachází se v městském paláci Hôtel de La Porte v 1. obvodu v ulici Rue du Jour. Muzeum se zaměřuje na právní dějiny ve Francii od 17. století po současnost. Muzeum je možné navštívit pouze v rámci předem ohlášené skupiny.

## Historie
Muzeum je umístěno ve sklepení paláce Hôtel de la Porte, který si nechal postavit prévôt des marchands Antoine de la Porte (1641–1697). Palác byl v letech 1980–1981 restaurován a je zapsán na seznamu historických památek.

## Sbírky
Muzejní sbírky zahrnují umělecká díla (malby, sochy, rytiny, fotografie), právnické rukopisy a tisky, obhajovací řeči slavných advokátů. Expozice přibližuje významné soudní procesy jako proces s Ludvíkem XVI., proces s Marií Antoinettou, Zolův proces během Dreyfusovy aféry, procesy s generály Neyem a Cambronnem, Raoulem Villainem (vrahem Jeana Jaurèse) nebo podvodníkem Staviskym.
Významná je též sbírka obhajovacích řečí advokátů jako byli Claude François Chauveau-Lagarde (obhájce Marie Antoinetty a dalších členů královské rodiny), Fernand Labori (obhájce Émila Zoly), Léon Gambetta, Raymond Poincaré, Jacques Isorni (obhájce maršála Pétaina).